# José Antonio Luque Ramírez
José Antonio Luque Ramírez, kurz Luque (* 16. Februar 1974 in Marchena, Andalusien) ist ein ehemaliger spanischer Fußballspieler.

## Spielerkarriere
Luque stammt aus der Jugend des andalusischen Topclubs FC Sevilla. Für das B-Team des FC spielte er von 1995 bis 1999. Dort verpasste er den Sprung in die erste Mannschaft, weshalb er zum Amateurverein Real Linense wechselte. Dort konnte er mit einer guten Saison überzeugen, so dass er das Angebot des Zweitligisten Recreativo Huelva annahm. Bereits im zweiten Jahr stieg er mit seiner Mannschaft auf, nach nur einem Jahr allerdings auch schon wieder als Drittletzter ab. Es sollte bis zur Saison 2005/2006 dauern, bis die Rückkehr in die Primera División ein zweites Mal erreicht werden konnte.
Zwar war Luque nicht immer Stammtorwart in den letzten Jahren, doch kommt er zumindest auf fast 100 Liga-Spiele mit „Recre“. Aufgrund seiner Reservistenrolle wechselte Luque Anfang 2007 für die Rückrunde der Saison 2006/2007 zu Écija Balompié aus der Segunda División B. Nach guten Leistungen erarbeitete er sich die Möglichkeit, seine Karriere in Südspanien fortzusetzen. Dort kam er in der Spielzeit 2007/08 nicht zum Einsatz. Er wechselte im Sommer 2008 erneut zu Écija Balompié. Im Saisonverlauf kam er zehnmal zum Einsatz und beendete im Jahr 2009 seine Laufbahn.

## Erfolge

### Recreativo Huelva
- 2001/02 – Aufstieg in die Primera División
- 2005/06 – Aufstieg in die Primera División